# Kiev Challenger 2005
Il Kiev Challenger 2005 è stato un torneo di tennis facente parte della categoria ATP Challenger Series nell'ambito dell'ATP Challenger Series 2005. Il torneo si è giocato a Kiev in Ucraina dal 29 agosto 2al 4 settembre 2005 su campi in terra rossa.

## Vincitori

### Singolare
Daniel Köllerer ha battuto in finale  Lukáš Dlouhý con il punteggio di 6–0, 3–6, 7–5

### Doppio
Diego Junqueira /  Martín Vassallo Argüello hanno battuto in finale  Lukáš Dlouhý /  Jan Mertl con il punteggio di 6–4, 6–2